# Kleinzähnige Langohrfledermaus
Die Kleinzähnige Langohrfledermaus (Nyctophilus microdon) ist eine kaum erforschte Fledermaus aus der Familie der Glattnasen. Sie ist in Papua-Neuguinea endemisch. 

## Merkmale
Die Typusexemplare haben eine Kopf-Rumpf-Länge von 41,9 mm, eine Unterarmlänge von 39,2 bis 41 mm, eine Schienbeinlänge von 16,6 bis 17 mm, eine Hinterfußlänge von 7,9 mm bis 9,6 mm und eine Ohrenlänge von 20,2 bis 20,8 mm. Die Eckzähne sind sehr kurz. 

## Vorkommen

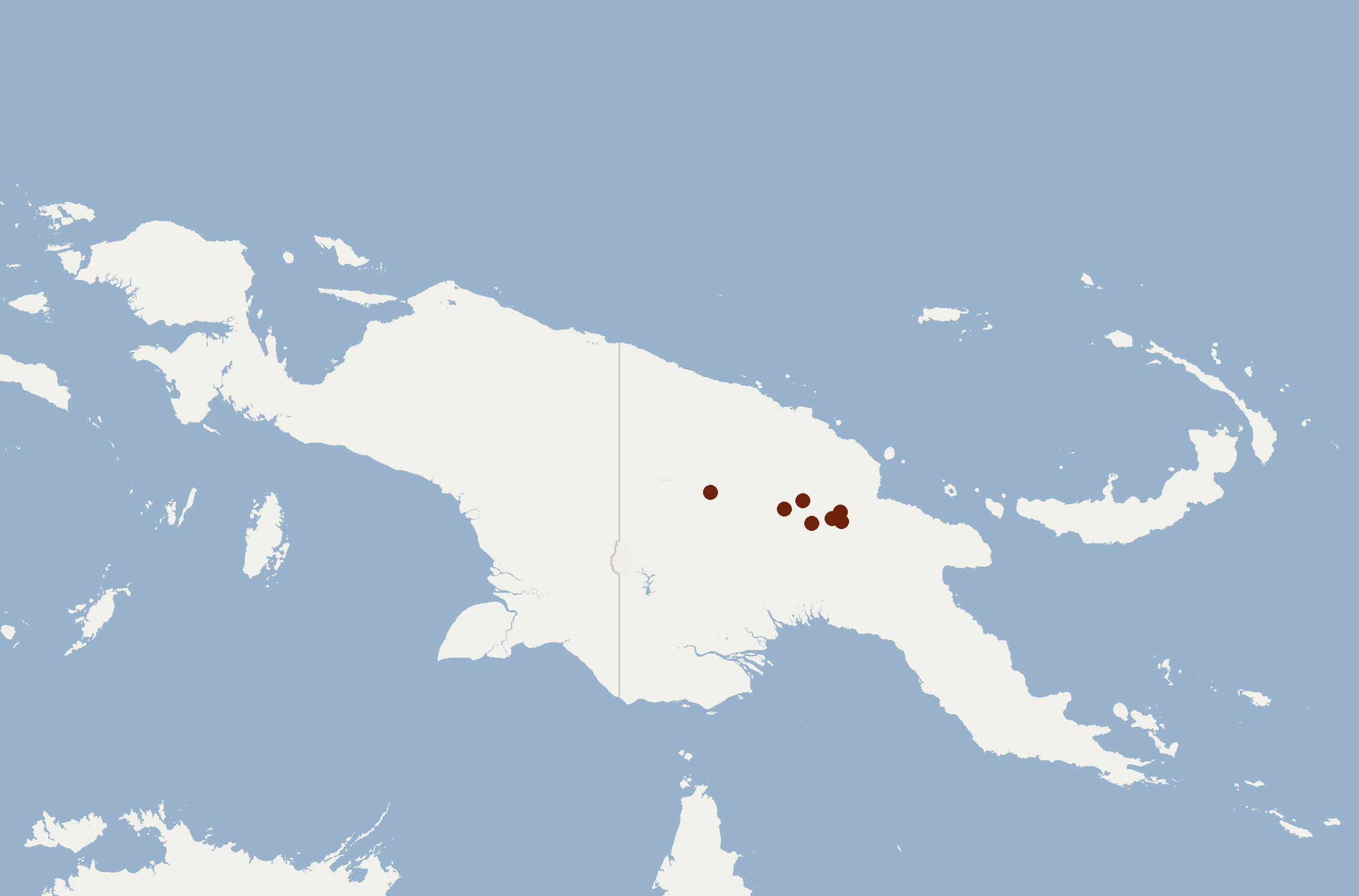
Verbreitungsgebiet (rot)

Die Art ist nur von wenigen Exemplaren bekannt, die am Mount Wilhelm in der Eastern Highlands Province, in der Region von Welya im Hagengebirge in der Western Highlands Province, in einer Höhle bei Atea Gana Anda auf dem Muller Plateau in der Southern Highlands Province sowie in Uinba in der Kubor Range gesammelt wurden. 

## Lebensraum und Lebensweise
Der Lebensraum sind Bergregenwälder in mittleren Höhenlagen zwischen 1.900 und 2.150 m. Diese Fledermaus nutzt Bäume oder Höhlen als Schlafplätze. Über ihre Lebensweise ist nichts bekannt. 

## Status
Die IUCN stuft diese Art in die Kategorie unzureichende Datenlage (Data deficient) ein. Eine Gefährdung geht vermutlich vom Verlust von Höhlen und Waldlebensräumen aus.